# النعضاء
النعضاء مركز إداري تابع لمحافظة الحرجة الواقعة في منطقة عسير في جنوب غرب المملكة العربية السعودية. تقع الحرجة بين سلسلة من الجبال وعلى ارتفاع وسطي عن سطح البحر يقدر بـ (2300م) مما يجعلها ذات طقس معتدل صيفاً قادر على جلب السياحة والاصطياف، يتوسطها الطريق الدولي السريع القادم شمالاً من خميس مشيط مروراً بأحد رفيدة وسراة عبيدة بإتجاه محافظة ظهران الجنوب ونجران.

## المراكز الحكومية
بتوفر بها مركز صحي حيث يعتبر مركز رعاية أولية، وخدمات تعليمية للمرحلة الإبتدائية والمتوسطة والثانوية.

## انظر ايضاً
- أبها

## وصلات خارجية
- أمانة منطقة عسير